# Hermann Rentzsch (General)
Hermann Rentzsch (* 27. Mai 1913 in Schmiedeberg; † 12. April 1978 in Berlin) war Generalmajor der Kasernierten Volkspolizei und der Nationalen Volksarmee. Später war er unter anderem stellvertretender Minister für Schwermaschinen- und Anlagenbau der DDR.

## Leben
Rentzsch, Sohn eines Arbeiters, machte nach der Volksschule eine Tischlerlehre und arbeitete in diesem Beruf. Zwischen 1927 und 1933 gehörte er der Sozialistischen Arbeiterjugend an. Er wurde 1934 Soldat der Reichswehr, die 1935 in Wehrmacht umbenannt wurde, diente in verschiedenen Nebelwerferabteilungen und stieg zum Wachtmeister auf. Während des Zweiten Weltkrieges wurde er für die Offizierslaufbahn vorgeschlagen. Rentzsch wurde 1940 Leutnant und 1942 Oberleutnant, danach Hauptmann. In Stalingrad geriet er 1943 in sowjetische Kriegsgefangenschaft. Er wurde Mitglied des Nationalkomitees Freies Deutschland. Für diese Organisation arbeitete er als Frontbevollmächtigter der 6. Gardearmee.
Im Juli 1945 trat er nach kurzem Besuch der Antifa-Schule in Rüdersdorf bei Berlin der KPD bei und war seit 1946 Mitglied der SED. Rentzsch war von 1945 bis 1947 Bürgermeister in Stollberg/Erzgeb. 1947 und 1948 war er Landrat des Landkreises Stollberg.
1948 trat Rentzsch in die Deutsche Volkspolizei ein und war 1948/49 Chefinspekteur und Hauptabteilungsleiter Grenze/Bereitschaften in der Deutschen Verwaltung des Inneren. Nach einer entsprechenden weiterführenden militärischen Ausbildung in der Sowjetunion wurde er im Oktober 1952 Generalmajor der Kasernierten Volkspolizei und Befehlshaber der Territorialverwaltung Nord. Nach der Gründung der Nationalen Volksarmee 1956 wurde er Befehlshaber des Militärbezirks V. 1957 wurde er Leiter der Abteilung Ausbildung beim Ministerium für Nationale Verteidigung. 1959 war er Leiter der Verwaltung Artillerie beim Stab der NVA.
Im Zusammenhang mit der Entlassung früherer Wehrmachtsangehöriger wurde Rentzsch 1959 in die Reserve versetzt. Stattdessen wurde er Hauptdirektor der Vereinigung Volkseigener Betriebe (VVB) UNIMAK. Er war damit zuständig unter anderem für verschiedene Munitionsfabriken und chemische Betriebe. Zwischen 1961 und 1965 war er stellvertretender Vorsitzender des Volkswirtschaftsrates der DDR und 1966/67 stellvertretender Minister für Schwermaschinen- und Anlagenbau. Zwischen 1967 und 1972 war Rentzsch Leiter der Verwaltung für Verteidigungswirtschaft der Hauptverwaltung I beim Vorsitzenden des Ministerrates. Schließlich war er von 1972 bis 1976 Chef einer Abteilung beim Ministerium für Nationale Verteidigung.

## Auszeichnungen und Ehrungen
- 1943 Deutsches Kreuz in Gold[2]
- 1963 Orden Banner der Arbeit
- 1973 Vaterländischer Verdienstorden in Gold
- 1976 Scharnhorst-Orden
- Kampforden „Für Verdienste um Volk und Vaterland“ in Silber
- 1987 erhielt die Geschosswerferabteilung 1 (GeWA-1) der 1. motorisierte Schützendivision den Ehrennamen "Hermann Rentzsch"[3]